# Friedhelm Prayon

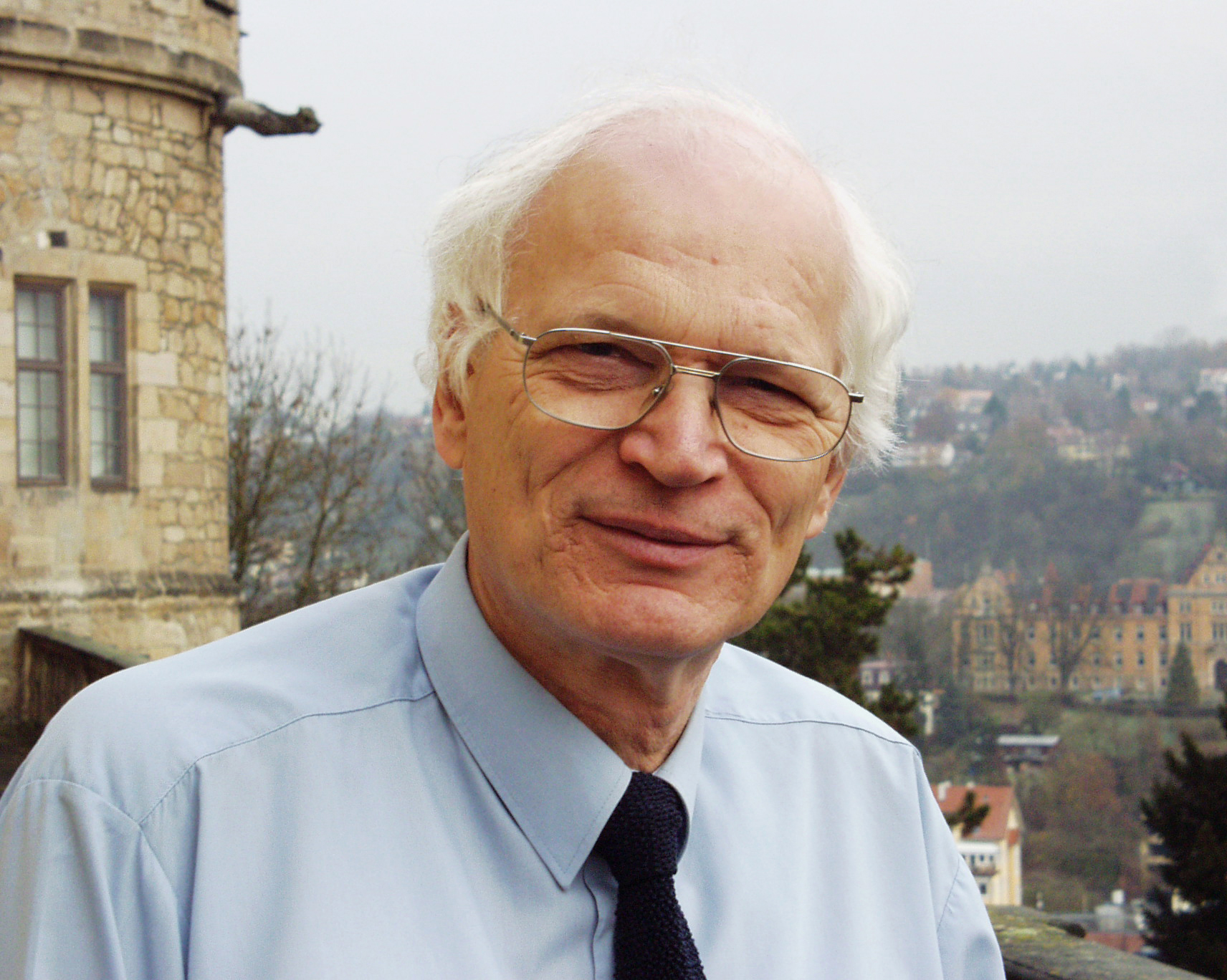
Friedhelm Prayon vor dem Schloss Hohentübingen am 22. November 2005

Friedhelm Prayon (* 20. April 1941 in Bochum) ist ein deutscher Klassischer Archäologe und Etruskologe.
Friedhelm Prayon wurde 1970 bei Heinrich Drerup an der Universität Marburg mit einer Dissertation über etruskische Grab- und Hausarchitektur promoviert. Er war 1970/1971 Reisestipendiat des Deutschen Archäologischen Instituts (DAI) und von 1972 bis 1977 an der Abteilung Rom des DAI tätig als wissenschaftliche Hilfskraft in der Photothek DAI sowie als Forschungsstipendiat der DFG („Architekturdarstellungen auf römischen Reliefs und Münzen“). 1977 wurde Prayon wissenschaftlicher Assistent in Tübingen und habilitierte sich dort 1985 über phrygische Plastik. Nach einjähriger Tätigkeit in der Redaktion des DAI in Berlin kehrte Prayon 1988 an die Eberhard Karls Universität Tübingen zurück auf den dort neu eingerichteten Lehrstuhl für Etruskisch-italische Archäologie und lehrte dort bis zu seiner Entpflichtung aus dem aktiven Dienst im Juli 2006.
Von 1980 bis 2004 war Prayon Mitarbeiter im Projekt Tübinger Atlas des Alten Orient (TAVO) der Deutschen Forschungsgemeinschaft. Von 1984 bis 1991 führte Prayon gemeinsam mit der Universität Perugia Feldforschungen in der etruskischen Cannicella-Nekropole von Orvieto durch sowie von 1995 bis 2001 in der etruskischen Siedlung Castellina del Marangone bei Civitavecchia. Friedhelm Prayon ist seit 1979 Korrespondierendes Mitglied des Deutschen Archäologischen Instituts und seit 1982 Membro straniero (Ausländisches Mitglied) des Istituto di Studi Etruschi ed Italici in Florenz.
Der Politiker Luca Wilhelm Prayon ist sein Sohn.

## Schriften (Auswahl)
- Frühetruskische Grab- und Hausarchitektur (= Mitteilungen des Deutschen Archäologischen Instituts. Römische Abteilung. Ergänzungsheft 22). Kerle, Heidelberg 1975.
- Phrygische Plastik. Die früheisenzeitliche Bildkunst Zentral-Anatoliens und ihre Beziehungen zu Griechenland und zum Alten Orient (= Tübinger Studien zur Archäologie und Kunstgeschichte. Band 7). Wasmuth, Tübingen 1987.
- mit Anne-Maria Wittke: Kleinasien vom 12. bis 6. Jh. v. Chr. Kartierung und Erläuterung archäologischer Befunde und Denkmäler. Reichert, Wiesbaden 1994.
- mit Mirko Novák und Anne-Maria Wittke: Die Außenwirkung des spätethischen Kulturraumes. Güteraustausch – Kulturkontakt – Kulturtransfer (= Akten der zweiten Forschungstagung des Graduiertenkollegs Anatolien und seine Nachbarn). Tübingen 2003. Ugarit-Verlag, Münster 2004.
- Die Etrusker. Geschichte, Religion, Kunst (C. H. Beck Wissen). C. H. Beck, München 1996, ISBN 978-3-406-41040-6; 6. Auflage 2017.
- Castellina del Marangone – un abitato etrusco tra i monti della Tolfa e il mare Tirreno. Associazione Archeologica Centumcelle. Civitavecchia 2016.
- Die Etrusker – Jenseitsvorstellungen und Ahnenkult (= Antike Welt. Sonderheft; Zaberns Bildbände zur Archäologie). Zabern, Mainz 2006, ISBN 3-8053-3619-5.
- mit Stephan Steingräber: Monumenti rupestri etrusco-romani nel territorio dell'Etruria meridionale. Associazione Canino Info Onlus, Acquapendente, 2. Auflage 2018.